# Aleksandr Menkov
Aleksandr Aleksandrovich Menkov ( Minusinsk, 7 de dezembro de 1990) é um atleta russo especializado no salto em distância. Conquistou a medalha de ouro em frente a seu público no Campeonato Mundial de Atletismo de 2013 em Moscou, estabelecendo novo recorde nacional russo para a prova – 8,56 m.